# Hermetischer Verschluss

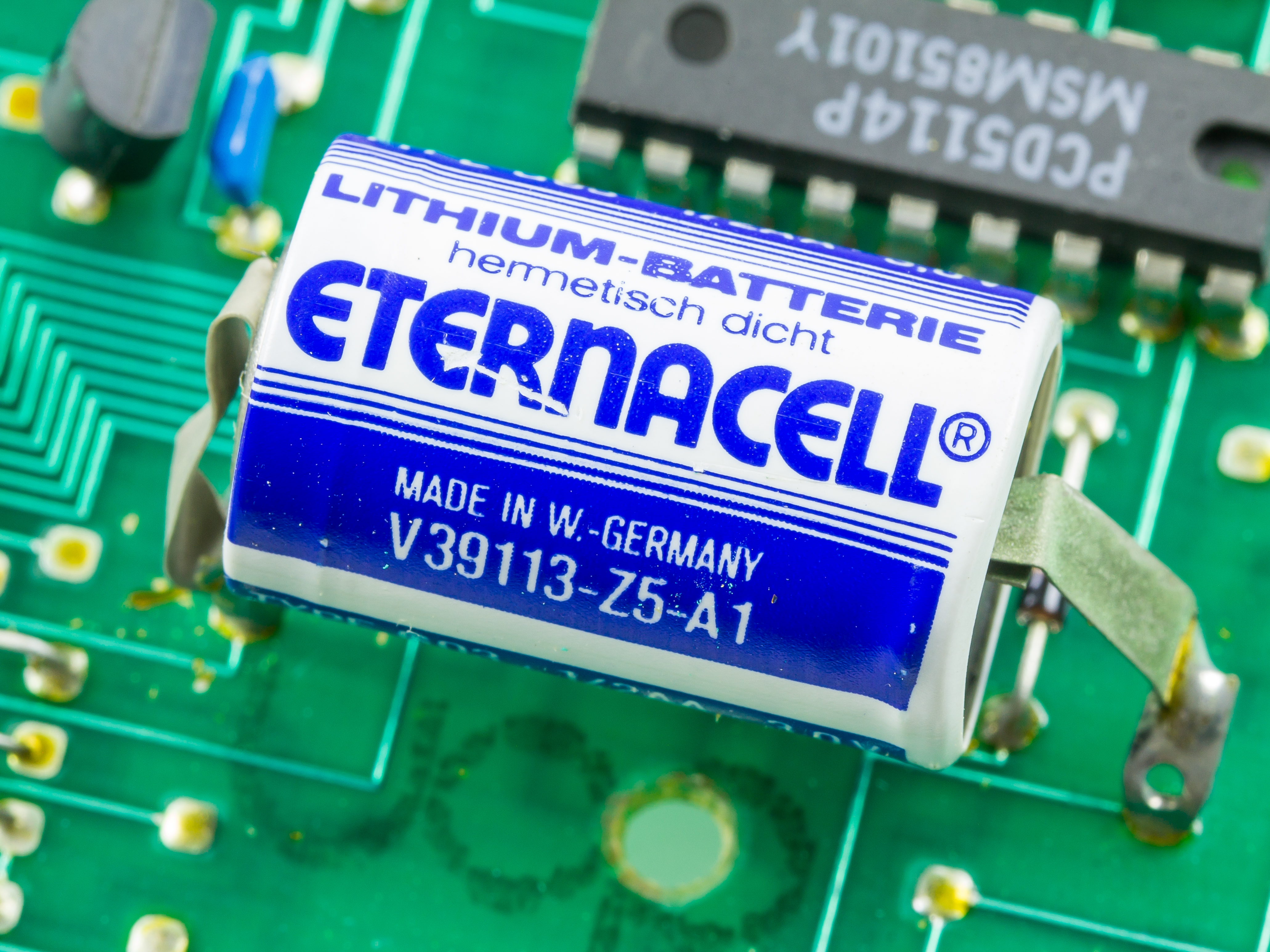
Eine hermetisch dichte Batterie

Unter einem hermetischen Verschluss versteht man in der Labor- und Chemietechnik, der Physik und im Apparatebau einen absolut dichten, insbesondere einen Austausch von Luft oder Wasser verhindernden Abschluss.
Als Hermetisieren bezeichnet man den Vorgang des Abdichtens, um einen Stoffaustausch zu verhindern. Der Begriff ist historisch von Hermes Trismegistos (siehe Hermetisch) abgeleitet.
Mit einem hermetischen Verschluss lassen sich beispielsweise Apparaturen wasserdicht machen, um Chemikalien zu trocknen. Ähnlich lässt sich mit einem entsprechenden Verschluss ein Vakuum halten. Weitere Beispiele für hermetisch geschlossene Systeme sind Wärmepumpen und Kältemaschinen. Um geringste Kontamination des Mediums durch Luft oder Wasser, die die Funktion beeinträchtigen, bzw. um ein (z. B. umweltbelastendes) Ausströmen des Mediums zu vermeiden, müssen derartige Systeme gegenüber Materieaustausch absolut dicht sein.
Hermetische Steckverbinder erlauben es Signale und Ströme in hermetisch dichte Geräte zu führen. Für die Abdichtung und Isolation des Steckers kommen dabei oft Polymere oder Glas zum Einsatz. Häufig werden hermetische Stecker in der Luft- und Raumfahrt sowie für militärische Anwendungen (Mil-Stecker) eingesetzt. Die hermetische Abdichtung soll dabei die Elektronik im Inneren zuverlässig vor Umwelteinflüssen abschirmen.
Die Dichtheit eines hermetischen Verschlusses wird typischerweise mittels Helium-Lecksucher ermittelt. Ein hermetisches System hat dabei eine Leckrate von kleiner als 1·10−7 mbar·l·s−1.